# Pleuranthodium schlechteri
Pleuranthodium schlechteri là một loài thực vật có hoa trong họ Gừng. Loài này được Karl Moritz Schumann miêu tả khoa học đầu tiên năm 1904 dưới danh pháp Alpinia schlechteri. Năm 1991, Rosemary Margaret Smith chuyển nó sang chi Pleuranthodium.

## Phân bố
Loài này được tìm thấy ở cao độ 700 m trên dãy núi Torricelli thuộc Kaiser-Wilhelmsland, nay là Papua New Guinea. Mẫu vật điển hình: F.R.R.Schlechter 14519 do Rudolf Schlechter thu thập tại dãy núi Torricelli trong tỉnh Tây Sepik (nay là tỉnh Sandaun).